# Tcherkeska

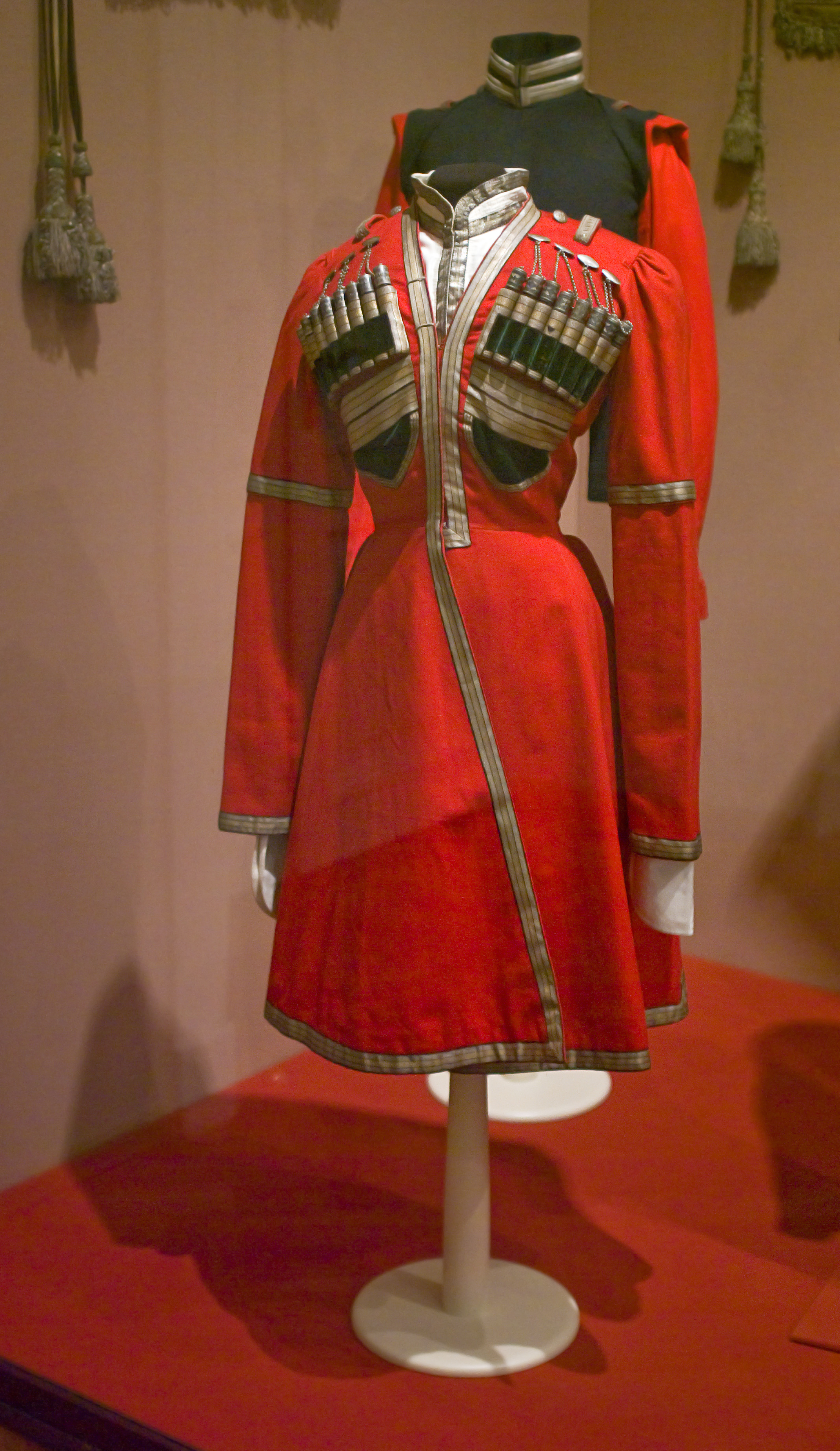
Tcherkeska d’officier du détachement cosaque de la garde impériale russe (musée de la garde, Saint-Pétersbourg).

La Tchokha ( en géorgien: ჩოხა čoxa), encore connue comme la tcherkeska (en russe : черкеска), est un manteau traditionnel caucasien pour homme qui a également été adopté par certains cosaques. De nos jours, la chokha est un habit d’apparat.

## Appellation
Le terme russe est dérivé du nom du peuple tcherkesse (anciennement appelés Circassiens, de nos jours Adyguéens) originaire du nord du Caucase. Cette tunique est appelée en géorgien : ჩოხა, ტალავარი tchokha, t'alavari, en persan چوقا, Czugha, en azéri : çuxa, en tchétchène : чокхиб, tchokhib, en lezghien : чуха, tchoukha, en adyguéen : цые, tsiya, en ossète : цухъхъа, tsouqqa.

## Description
Il existe différents types de tchokha traditionnelles en Géorgie ; le modèle le plus répandu dans l’ensemble du Caucase est celui d’un long manteau sans col, descendant jusqu’en-dessous des genoux, cintré à la taille avec de large manches. Sur la poitrine on trouve les « cartouchières » caractéristiques appelées gazyrnitsy et destinées initialement à recevoir des tubes à poudre.
À partir du XIXe siècle, la tcherkeska fait partie de l'uniforme des troupes de cavalerie russes dans les guerres du Caucase, en particulier des cosaques du Kouban et du Terek. Elle est complétée par la bourka, la papakha ou koubanka et le bachlyk.